# 宮川竹馬
宮川 竹馬（みやがわ たけま、1887年4月18日 - 1964年8月27日）は、昭和時代に活動した日本の実業家。高知県幡多郡入野村早咲（現・幡多郡黒潮町）出身。
旧制中村中学校（現・高知県立中村高等学校）を経て、東京高等工業学校（現・東京工業大学）電気科電気機械分科を1912年（明治45年）に卒業後、九州電灯鉄道（後の東邦電力）に入社。以後電力業界を歩み、1951年電気事業再編成により発足した四国電力株式会社の初代社長となる。また、その再編成案を松永安左エ門と協力してつくったことでも知られる。

## 書籍
- 「土佐・人物ものがたり－第6版－」 高知新聞社：窪田善太郎、塩田正年、田中正幸、吉本清司著
- 「現代人物史伝第4集」
- 「半生つれづれ抄」
- 「週刊 東洋経済新報 2245号」
- 「電気事業我観」

| スタブアイコン | サブスタブ | この項目は、まだ閲覧者の調べものの参照としては役立たない、人物に関連した書きかけの項目です。この項目を加筆・訂正などしてくださる協力者を求めています（P:人物伝/PJ:人物伝）。 |